# Khur Fakkan
Khur Fakkan (arabiska: خورفكان) är en ort den i nordösta delen av Förenade arabemiraten. Den ligger i emiratet Sharja, 220 kilometer öster om huvudstaden Abu Dhabi.